# Higinio Vélez
Higinio Vélez Carrión (* 27. Juli 1947 in Songo - La Maya; † 12. Mai 2021 in Havanna) war ein kubanischer Baseballspieler und -trainer.
Vélez kam durch seinen Vater zum Baseball und spielte erfolgreich für verschiedene Teams. Er studierte Sportwissenschaft an der Escuela Superior de Educación Física ('Hochschule für Sport') in Havanna.
Nachdem Vélez Santiago de Cuba dreimal in Folge zur Meisterschaft in der Serie Nacional de Béisbol geführt hatte, wurde er Trainer der kubanischen Baseballnationalmannschaft. Mit dieser wurde er 2004 Olympiasieger. Ab 2008 war er Präsident des kubanischen Baseballverbandes.
Am 12. Mai 2021 starb Vélez im Alter von 74 Jahren während der COVID-19-Pandemie an den Folgen einer SARS-CoV-2-Infektion in Havanna.